# Кутузовская изба
«Куту́зовская изба́» — военно-исторический музей в Москве, посвящённый памяти военного совета в Филях. Отдел музея-панорамы «Бородинская битва».
Здание музея представляет собой воссозданную крестьянскую избу, в которой 1 (13) сентября 1812 года во время Отечественной войны состоялся военный совет русских генералов и было принято решение оставить Москву, а в самом музее восстановлена исторически достоверная обстановка этого события. Историческая изба была утрачена в пожаре в 1868 году.
Вместе с музеем-панорамой «Бородинская битва», Триумфальной аркой и различными памятниками музей «Кутузовская изба» является неотъемлемой частью историко-мемориального комплекса Отечественной войны 1812 года на Кутузовском проспекте.

### Совет в Филях

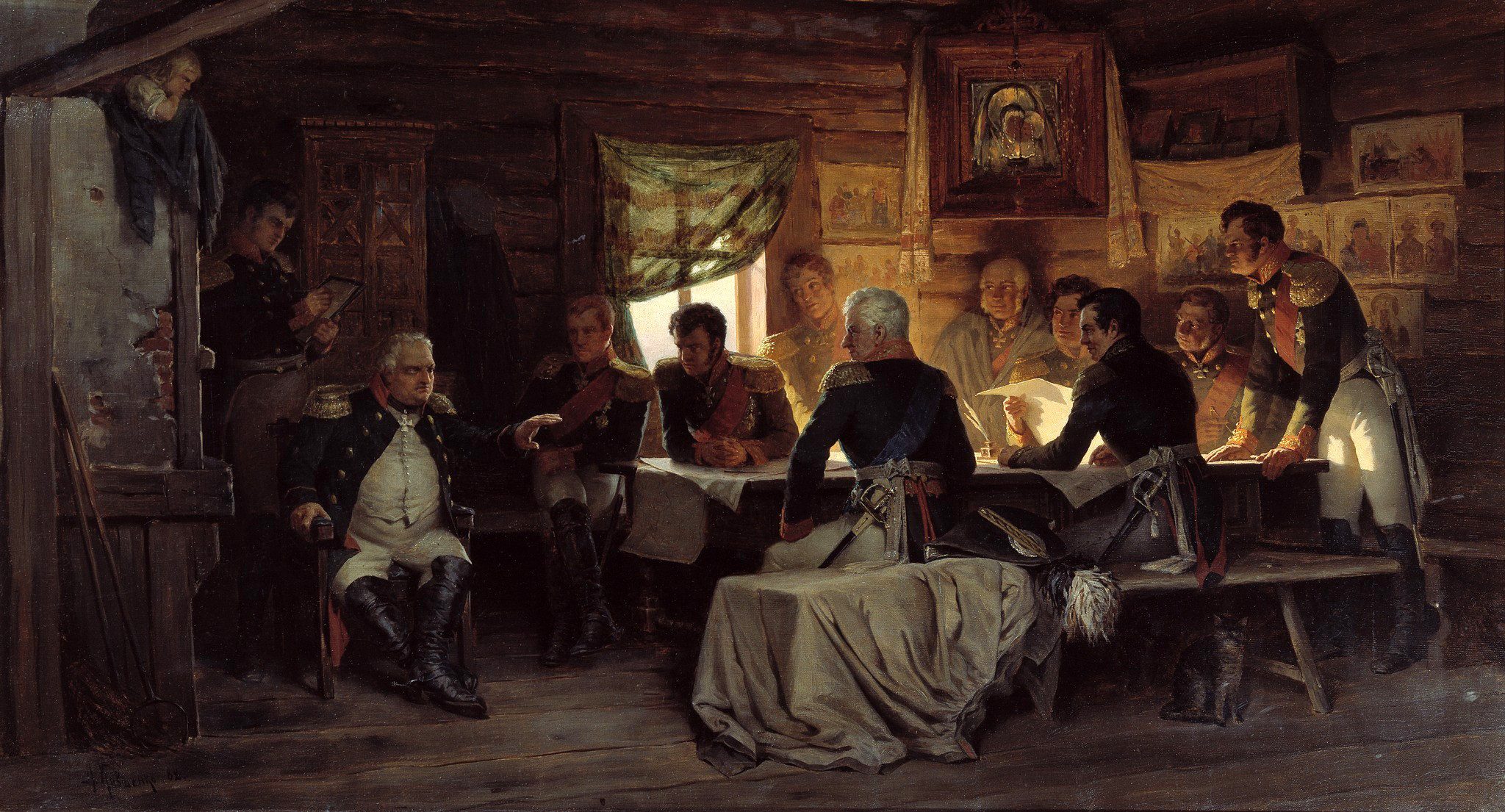
А. Д. Кившенко. «Военный совет в Филях в 1812 году». Холст, масло. 1880. Русский музей

### Облик избы

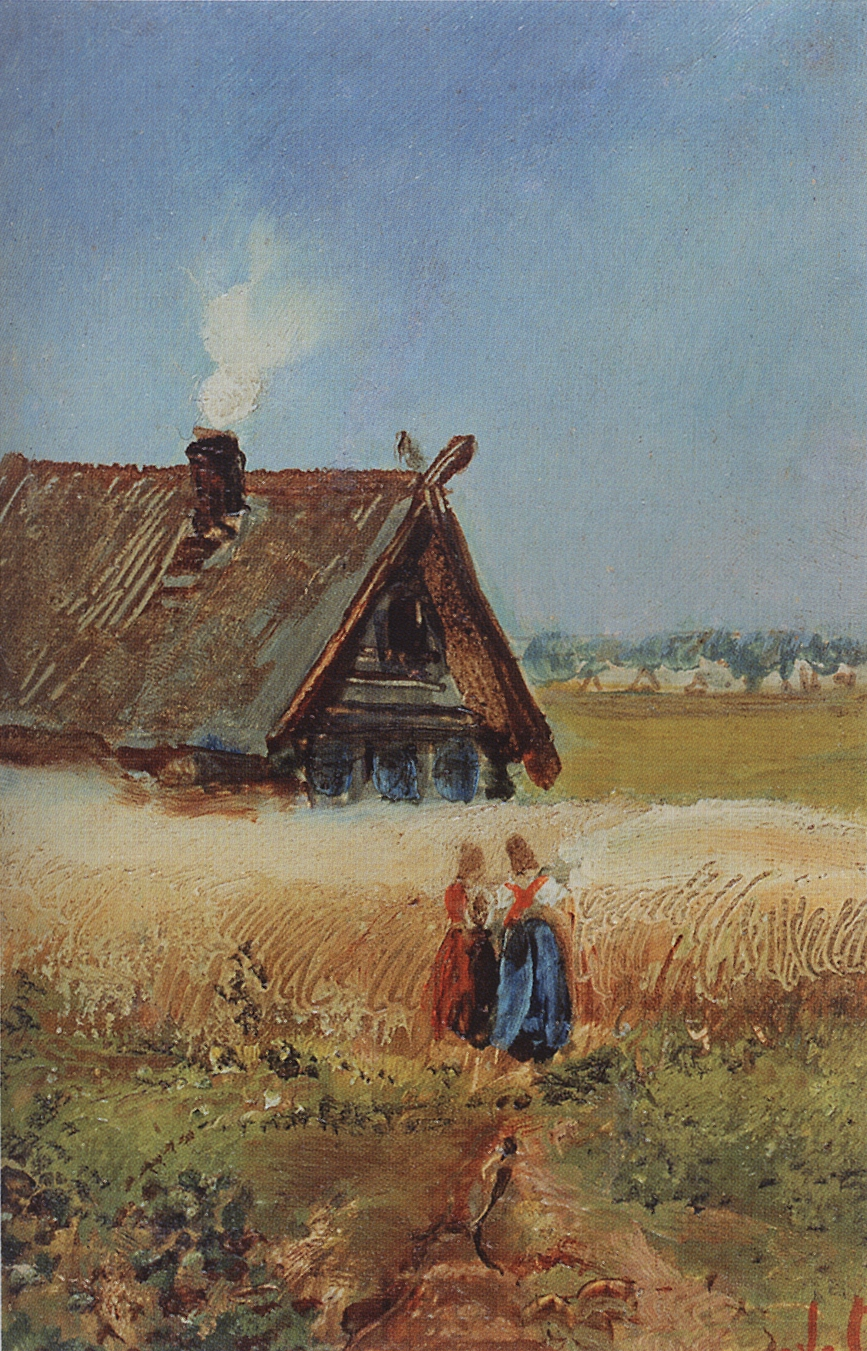
А. К. Саврасов. «Кутузовская изба в Филях». Картон, масло. 1860-е. Третьяковская галерея

## Историческая изба

### Владельцы избы
В литературе, посвященной Военному совету, содержится ряд ошибок и неточностей касательно хозяина избы, нет единого мнения о том, кем он в действительности был. Различные авторы называют крестьянина Михаила Флорова или Фролова, Андрея Севастьяновича Фролова, Андрея Севастьянова. Анализ сведений, приведенных в ревизской сказке за 1811 год и в исповедной ведомости за 1812 год свидетельствует о том, что крестьян под именами Андрея Севастьяновича Фролова, Михаила Флорова и Андрея Севастьянова не значится. В документах упоминается только житель деревни Фили Михаил Фролов. Именно в его избе состоялся Военный совет генералитета русской армии.
Судя по архивным источникам, Фроловы были самой большой семьей в деревне Фили в 1812 году: в ней насчитывалось 16 человек, в том числе 6 мужчин и 10 женщин. Михаил Фролов мог родиться в промежутке между 1747—1753 годами. В конце 1760-х годов он женился на крестьянской девушке Пелагее Петровой, которая проживала в той же деревне. У них было четверо детей — три сына — Максим, Иван и Михаил, а также дочь Акулина. Михаил Фролов умер в 1813 году.

## История музея

### 1860-е — утрата исторической избы
В 1867 году вотчинная контора Э. Д. Нарышкина лишила смотрителя избы своего места, часть ценных вещей была вывезена, а помещения заколочены и оставлены без присмотра. В полицейском рапорте от 16 октября 1867 года сообщалось, что «в ночь с 23 на 24 мая неизвестно кем окно на сторону Смоленской дороги отколочено, рама выставлена и из дому вынесено все, что там ещё оставалось». 7 (19) июля 1868 года изба и бо́льшая часть обстановки, бывшей во время военного совета, сгорели. В связи с этим Нарышкин обратился в московскому городскому голове князю Александру Алексеевичу Щербатову с предложением принять в дар городу участок земли 216 саженей вместе с остатками избы. Однако в целях упрощения сделки городская дума купила данный участок земли за 200 рублей, а Нарышкин сразу же пожертвовал эту сумму на сооружение памятника М. И. Кутузову. В акте от 1870 года, который был составлен после осмотра остатков избы, сообщалось, что после пожара «остались обгоревшие стены, изразцовая печь… Кроме того, от пожара уцелели иконы и скамья, на которой, по преданию, сидел фельдмаршал Кутузов». На основании акта остатки избы были проданы за 40 рублей купцу Хохрякову.

### 1870-е — неосуществлённые идеи постановки памятника
В 1872 году Комиссия о пользах и нуждах общественных предоставила Общей Думе особый доклад о постановке памятника на месте «Кутузовской избы». Затем на заседании Думы от 6 (18) апреля 1872 года было постановлено поручить архитекторам, состоящим при Думе, предложить несколько проектов памятника, а генералу Модесту Ивановичу Богдановичу предоставить информацию об официальных документах о военном совете, состоявшемся в избе. Архитекторы составили несколько проектов, а Богданович указал только на свои книги «История Отечественной войны 1812 года». Предложенные проекты памятника оказались очень дорогими — они отличались затейливостью и были лишены простоты, и поэтому сооружение памятника не осуществилось.
В 1877 году политик и публицист Константин Николаевич Леонтьев в своем эссе «О памятнике в Филях» писал, что в его представлении идеальным памятником на месте «Кутузовской избы» было бы её воссоздание в натуральную величину из мрамора или гранита; в окнах могли бы быть вставлены зеркальные стекла, а дверь выполнена из чугуна. Интерьер — «русскую печь, скамьи и стол с раскинутою на нём стратегическою картой» — он так же представлял себе выполненным из мрамора или гранита, подобно тому, как в ледяном доме Анны Иоанновны все было сделано изо льда. Кроме того, он писал, что боится, что по русской традиции в конечном итоге на месте избы поставят скромную пирамидку или обелиск: «Как русский, я чту память Кутузова и его сподвижников; как русский, и я горжусь пожаром Москвы и изгнанием французов и, как русский же, я боюсь, что все это непременно кончится небольшою пирамидой, скромным обелиском, с граненою главкой наверху». Позднее в 1885 году он так же добавил: «…и как тогда опасался, так и теперь опасаюсь нашей вечной умственной робости и нашего… не просто только безвкусия, а того безвкусия подражательного и бесцветного, которое так глубоко въелось в нас со времен Петра I».

### 1880-е — воссоздание избы и основание музея

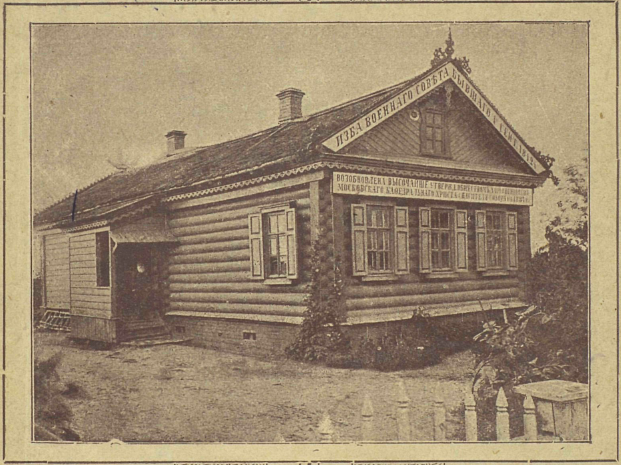
Кутузовская изба (Военного совета в Филях) (1887 года). Фото конца XIX в.

Самому памятному месту грозило исчезновение, так как государством не было предпринято никаких действий по его сохранению и восстановлению. В 1883 году Общество офицеров гренадерского корпуса, желая сохранить память об исторической избе, решило поставить на её месте мемориальный камень. В том же году необходимая для этого сумма средств была собрана, и 8 (20) ноября 1883 года камень с оградой были установлены на месте избы.
В 1886 году дом Фролова был воссоздан по проекту инженера М. Н. Литвинова и архитектора Н. Д. Струкова, использовавших рисунок А. К. Саврасова. В избе был организован музей и приют для 4 инвалидов. Торжественное освящение возобновленной избы состоялось 3 августа 1887 года.

### Музей в 1917—1929 годах
После Октябрьской революции 1917 года музей в соответствии с декретом (от 5 октября 1918 г.) «О регистрации, приеме на учёт и охране памятников искусства и старины, находящихся во владении частных лиц, обществ и учреждений» стал государственным и был передан в ведение местного волостного Совета. С 1919 по 1922 годы «Кутузовская изба» находилась в подчинении Наркомпроса РСФСР, а в 1922 году была передана в подчинение Главнауки. В первые годы Советской власти и гражданской войны музей находился в состоянии упадка: он был практически закрыт для посещений, здание постепенно разрушалось, отсутствовала охрана. По состоянию на начало 1920-х годов в музее насчитывалось несколько сот экспонатов, штат музея отсутствовал, а обязанности сторожа выполнял проживающий при музее инвалид Рыбаков. В 1923 году музей снова начал принимать посетителей. В 1923 году его посетили 1416 человек, в 1924 — 3467, а в 1925 году — 3883.
Музей работал до 1929 года, затем был закрыт.

### Музей в 1943—1995 годах
Музей возобновил работу во время Великой Отечественной войны — 25 марта 1943 года. Сначала он был филиалом Бородинского государственного военно-исторического музея, а с 1962 года — отделом Музея-панорамы «Бородинская битва». В 1995 году после грабежа музей был закрыт.

### Музей в 1990-х — 2000-х годах
На 2020 год отдел Кутузовская изба действует как отдельный небольшой музей  по адресу - Кутузовский проспект, д. 38, стр. 2.

## Современное состояние

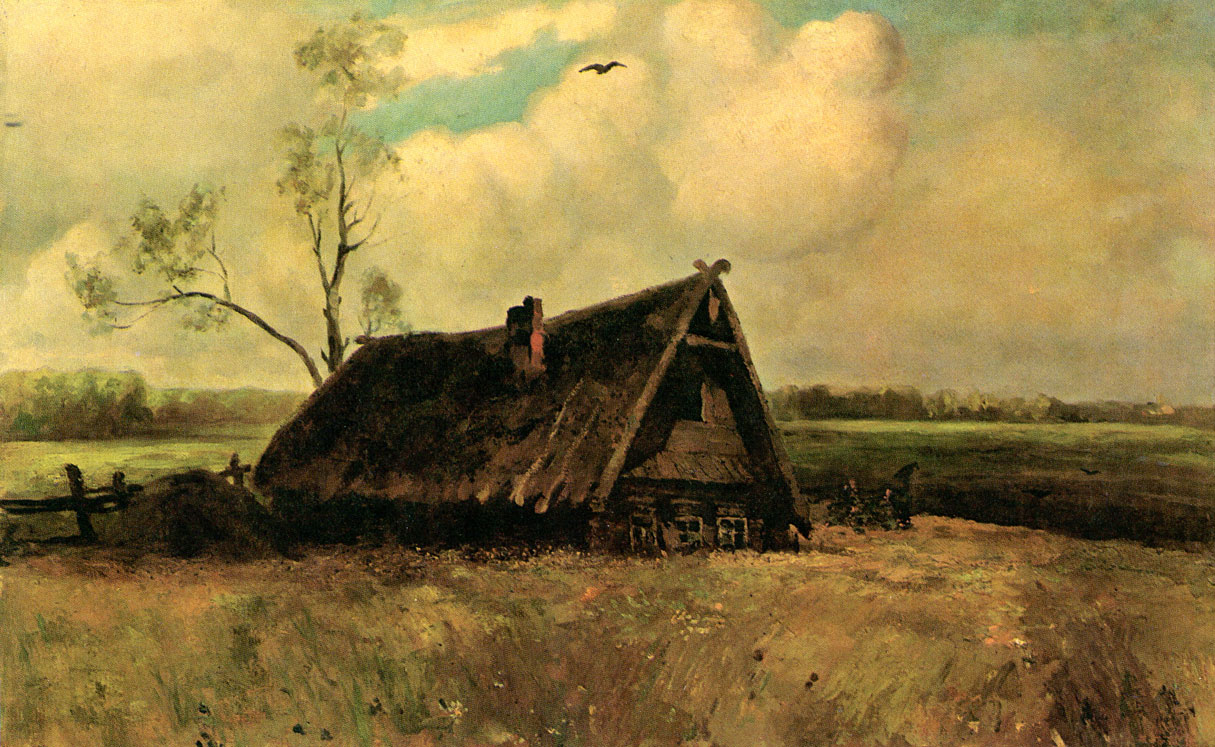
А. К. Саврасов, 1884 год, «Кутузовская изба в Филях». Холст, масло. 48х75. ГМТ

## Комментарии
1. ↑  В некоторых источниках ошибочно указывается, что он был установлен в 1887 году, однако ещё в 1884 году (то есть за три года до 1887 года) в номере «Исторического вестника» пишется, что он установлен в конце 1883 года.